# Чекаловец, Фёдор Яковлевич
Фёдор Яковлевич Чекаловец (25 апреля 1924 — 28 февраля 2003) — советский хозяйственный и общественный деятель, комбайнёр совхоза "Варненский" Варненского района Челябинской области Герой Социалистического Труда (1971).

## Биография
Родился в 1924 году в селе Тересица. Член ВКП(б). В 1929 году семья переехала в Варненский район на Урал. Окончил сельскую школу, стал работать в колхозе. В 1942 году завершил обучение в Челябинской школе механизации в Верхнеуральске. 
Участник Великой Отечественной войны. В Красную Армию призван в мае 1942 года. 30 сентября 1943 года был тяжело ранен, по излечению уволен из Вооружённых сил. 
С 1944 года — на хозяйственной и общественной работе. В 1944—1984 гг. — помощник командира отряда трактористов в колхозе «Украина» Варненского района, шофёр, слесарь по электрооборудованию, комбайнёр совхоза «Варненский» Варненского района Челябинской области.

Указом Президиума Верховного Совета СССР от 8 апреля 1971 года за получение высоких результатов в сельском хозяйстве и рекордные показатели в уборку урожая Фёдору Яковлевичу Чекаловцу было присвоено звание Героя Социалистического Труда с вручением ордена Ленина и медали «Серп и Молот». 
Избирался депутатом Верховного Совета РСФСР 8-го и 9-го созывов.
Умер 28 февраля 2003 года в посёлке Новопокровка.

## Награды
За трудовые успехи была удостоена:
- золотая звезда «Серп и Молот» (08.04.1971)
- орден Ленина (08.04.1971)
- Орден Отечественной войны I степени (11.03.1985)
- Орден Красной Звезды (06.11.1947)
- Орден Трудовой Славы III степени (10.03.1976)
- другие медали.